# Versola
Versola è una frazione del comune italiano di Pontremoli, nella provincia di Massa-Carrara, in Toscana.

## Storia
Il borgo di Versola si trova in Valdantena, la vallata più a nord della Toscana a 10 km a nord di Pontremoli. Rasente l’antico percorso della Via Francigena ed è posto lungo la strada che porta verso i prati di Logarghena. 
Il borgo si divide in 4 "rioni": "Centro", "In cima alla Villa", "In fondo alla Villa" e "Montale". 
Il paese è formato da case in gran parte ristrutturate nei decenni scorsi, alcune delle quali lasciano intravedere ancora l’antica struttura in pietra a vista medievale. Su una casa, un architrave di una finestra riporta la data di costruzione 1645, ma alcune abitazioni, per i loro particolari architettonici, sono di sicura epoca medievale.  
L'origine del nome si deve a una posizione particolarmente soleggiata.
Da evidenziare l'antico Oratorio settecentesco intitolato a S. Maria Maddalena, patrona del piccolo borgo. La sua festa ricade il 22 luglio e nella domenica a ridosso di quel giorno la chiesetta viene aperta per celebrare la funzione solenne. 
Nel 2024 è stato rifatto il tetto dell'oratorio danneggiato in precedenza da forti eventi atmosferici. 
Nel 2025 grazie a una donazione di una famiglia del paese un restauro conservativo interno ha riportato alla luce antichi affreschi e decorazioni che erano state coperte in passato. 
Nel 2025 sono stati ristrutturate le vasche all'interno del borgo degli antichi lavatoi, dove le massaie del paese erano solite lavare il bucato di casa e ancor oggi vengono utilizzate come punto di aggregazione e refrigerio durante la calura estiva. 
Un'altra interessante vasca, restaurata nel 2000, era adibita all'abbeveraggio del bestiame che passava per le vie del paese.
In tutta la località sono ben 7 le fontane pubbliche ancora attive, alcune funzionanti con acqua potabile, altre no. 
1. ↑  Versolesi